# Farman F.222
Le Farman F.222 est un bombardier français quadrimoteur de la Seconde Guerre mondiale.

## Description

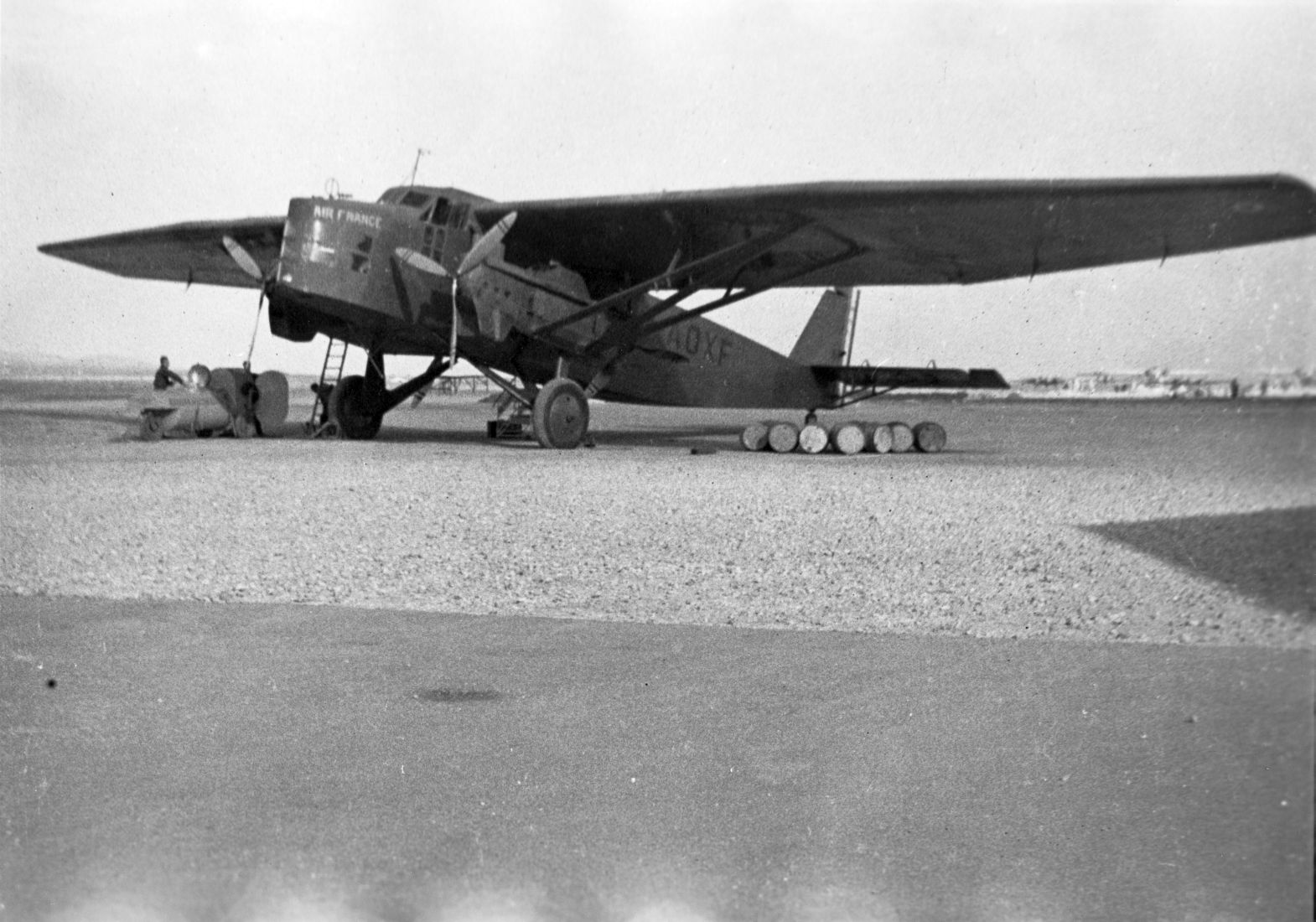
Le Farman F-2200 « Centaure II » Ville de Mendoza, réalisé à partir d'une cellule de bombardier Farman 221, utilisé par Charles de Gaulle en Afrique française du nord.

Les caractéristiques de cet avion sont :
- construction et revêtement entièrement métalliques, à l'exception du bord de fuite qui est entièrement entoilé ;
- aile en trois parties : le caisson central formant la poutre maîtresse, un bord d'attaque et un bord de fuite démontables ;
- empennage du type normal en croix. Volets de compensation, de direction et de profondeurs ;
- train d'atterrissage rentrant s'escamotant à l'intérieur des fuseaux moteurs ;
- équipage de 5 à 7 hommes.

## Prototypes et variantes

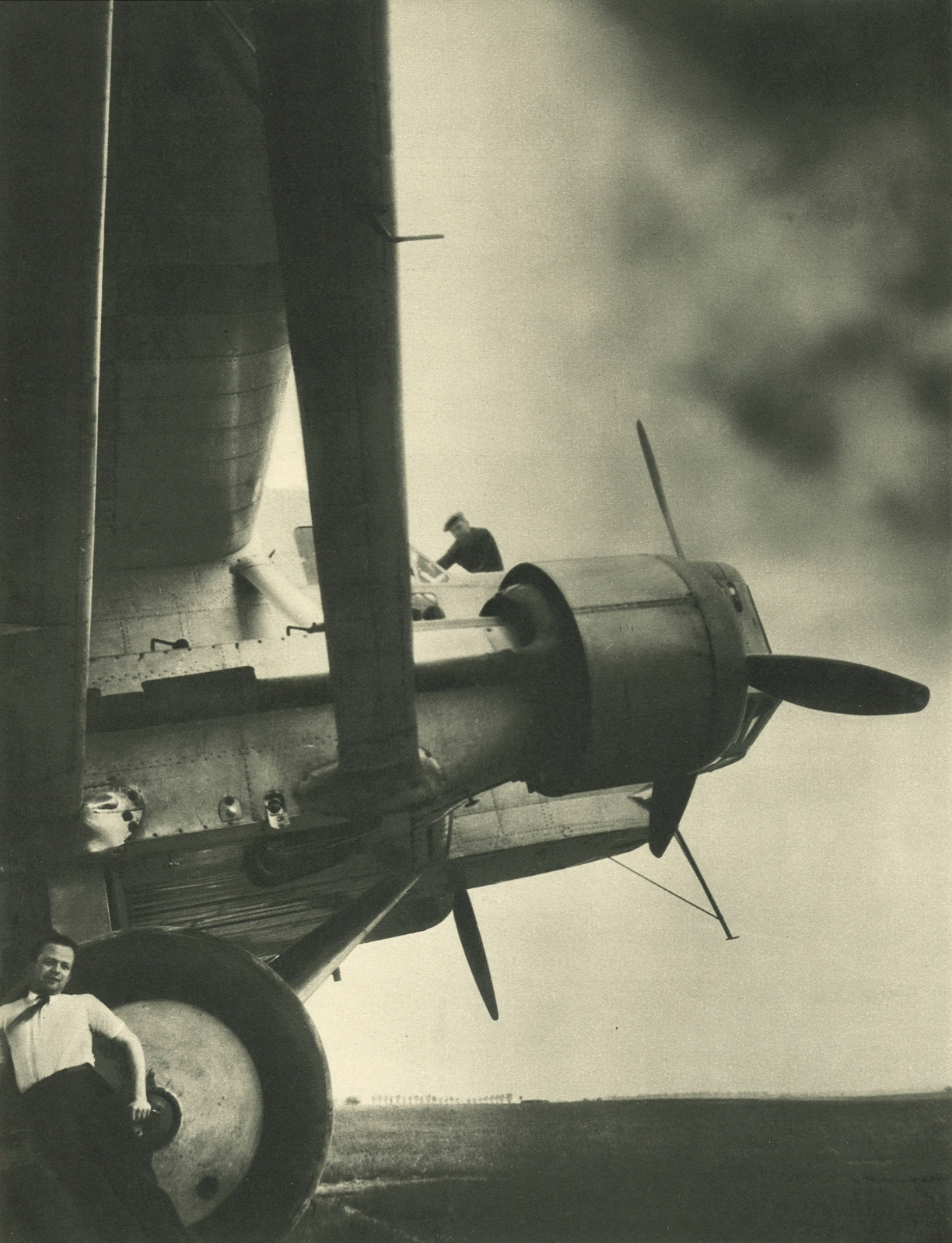
Bombardier Farman F.221 (1934).

- F.220 - Prototype avec des moteurs Hispano-Suiza 12Lbr (1 exemplaire)
  - F.220B - Avion postal (conversion du F.220)
  - F.2200 - Version de production du F.220B (4 exemplaires réalisés depuis une cellule de bombardier Farman 221.)
- F.221 - Version améliorée avec des positions de mitrailleurs (10 exemplaires plus le prototype F.221.01)
- F.222 - Version définitive de production
  - F.222.1 - Version améliorée avec tourelles et trains escamotables (11 exemplaires, avec le prototype F.222.01converti du F.221.01)
  - F.222.2 - F.222.1 avec un nez redessiné (24 exemplaires)
  - F.2220 - Prototype d'avion de ligne pour Air France sous le nom de Ville de Dakar (1 exemplaire);
- F.223 - Version avec un double empennage et une aérodynamique améliorée
  - NC.223.1 - Prototype (1 exemplaire), construit comme avion postal Laurent Guerrero (F-APUZ) [1].
  - NC.223.01 - Prototype de bombardier avec des moteurs Hispano-Suiza 12Xirs (en) (1 exemplaire)
  - NC.223.2 - Prototype de bombardier avec des moteurs Gnome et Rhône 14N (non construit)
  - NC.223.3 - Prototype de bombardier avec des moteurs Hispano-Suiza 12Y-29 (8 exemplaires)
  - NC.223.4 - Version avion postal (3 exemplaires: Camille Flammarion (F-AJQM), Jules Verne (F-ARIN), et Le Verrier (F-AROA))
- F.224 - Avion de ligne de 40 places pour Air France mais rejeté (6 exemplaires)
  - F.224TT - F.224 convertis comme transport pour l'Armée de l'Air[2]

## En service
Les trois F.223.4 d'Air France sont réquisitionnés en 1939 et incorporés dans l'aéronautique navale au sein de l'escadrille E5. 
L'un d'entre eux, le F.223 no 4 Jules Verne, est converti en bombardier. Dans la nuit du 10 au 11 mai, lors du déclenchement de la Blitzkrieg, il bombarde des ponts de Maastricht et, lors de son retour, Aix-la-Chapelle. Les nuits suivantes, des missions sur Walcheren, Aix-la-Chapelle, Flessingue et Anvers sont effectuées. Le 3 juin, le F.233 exécute en mer une longue mission entre 09 h 20 et 19 h 58 pour protéger et éclairer la route du paquebot Ville d'Oran parti du Verdon pour Casablanca avec un important chargement, les réserves d'or de la Banque de France. Le 7 juin, le F.223 sous le commandement du capitaine de corvette Henri-Laurent Daillière décolle de l'aéroport de Mérignac, met le cap vers le Nord, survole ensuite les côtes néerlandaises et danoises à la nuit tombée, puis la Baltique, et, aux environs de minuit, largue huit bombes de 250 kg et 80 autres de 10 kg sur les faubourgs de Berlin (des cibles militaires) qui est pour la première fois bombardé. Cette opération, avant tout psychologique, sera recommencée trois jours plus tard. Ainsi les Corsaires de l'air, comme s'appelaient les membres de l'équipage du commandant Daillière, renouvelleront leurs exploits au cours de leurs 17 missions où le Jules Verne bombardera notamment des usines à Rostock et, le 14 juin 1940, un dépôt de carburant à Marghera, port industriel de Venise au nord-ouest de sa lagune, et parviendront à larguer des milliers de tracts antifascistes sur Rome.
Avant sa mort, le 11 octobre 1942, en défendant l'espace aérien de l'Afrique-Occidentale française face aux Britanniques, le commandant Daillière aurait demandé[réf. nécessaire] à un anonyme de brûler l'appareil - immobilisé par les conditions de l'armistice de 1940 - pour éviter qu'il ne tombe aux mains des nazis ; c'est ce qui fut fait en 1942 à Marignane.
Le Farman Le Verrier aura un destin plus tragique. En effet, le 27 novembre 1940, alors que Henri Guillaumet vole vers la Syrie, en compagnie de Marcel Reine, autre pionnier de l'Aéropostale, afin d'y amener Jean Chiappe, promu nouveau haut-commissaire de France au Levant, son quadrimoteur Farman d'Air France, bien qu'identifiable aux bandes de couleur jaune et rouge imposées par la commission allemande d'armistice, est abattu par erreur par un chasseur italien au-dessus de la Méditerranée, au large de la Sardaigne, les Italiens étant alors engagés dans une bataille aéronavale contre les Britanniques.
Quant au Camille Flammarion, il est détruit à Beyrouth le 19 janvier 1941, à la suite d'un atterrissage raté.

### Répartitions dans les unités au10 mai 1940
31 Farman F.222, dont 24 en métropole, sont en service à cette date :
- G.B.I/15 (Reims-Courcy) : 11 F.222
- G.B.II/15 (Reims-Courcy) : 9 F.222
- 43e G.A.M. (Thiès, Sénégal) : 3 F.222
- E.B.2/41 (Tong, Sontay, Tonkin) : 4 F.221
- G.I.A.I/601 (Avignon-Pujaut) : 4 F.224
- Les 3 F.223.4 sont incorporés dans le Groupement Aérien de Transport.